# Spécial Noël : Jean Gabin
Pour plus de détails, voir Fiche technique et Distribution.
Spécial Noël : Jean Gabin est un documentaire de Frédéric Rossif réalisé en 1960.

## Fiche technique
- Réalisation : Frédéric Rossif, dans les décors et lors du tournage de Le Président.
- Année : 1960
- Pays :  France
- Diffusé pour la télévision

## Distribution
- Jean Gabin
- Michel Audiard
- Bernard Blier
- Henri Verneuil

dans leur propres rôles